# Incendio di Solingen
L'incendio di Solingen del 1993 è uno dei casi più gravi di violenza nei confronti degli stranieri nella Germania contemporanea.
Nella notte del 28 maggio 1993, quattro giovani tedeschi appartenenti agli skinhead di estrema destra, con legami neo-nazisti, diedero fuoco alla casa di una grande famiglia turca a Solingen nella Renania Settentrionale-Vestfalia, in Germania. Nell'incendio morirono tre ragazze e due donne mentre  quattordici altri membri della famiglia tra cui diversi bambini rimasero feriti, alcuni dei quali gravemente.
L'attacco ha scatenato una serie di violente proteste da parte dei turchi in diverse città tedesche e di grandi manifestazioni di tedeschi che esprimono solidarietà alle vittime turche. Nel mese di ottobre del 1995 gli autori del gesto sono stati riconosciuti colpevoli di omicidio, e sono stati condannati a pene detentive tra i 10 e i 15 anni.

## Contesto sociale
Nei primi anni novanta, dopo la Riunificazione tedesca, il rapporto con gli stranieri fu al centro di un aspro dibattito in Germania. Il partito dell'Unione Cristiano Democratica (CDU) ed il tabloid Bild Zeitung furono i principali sostenitori di una politica di limitazione del numero degli immigrati. Quello dell'incendio di Solingen fu solo uno dei vari casi di violenze xenofobe. Nel settembre 1991, ad esempio, violenti disordini a Hoyerswerda costrinsero all'evacuazione di un ostello che offriva ospitalità ai richiedenti asilo politico. Nell'agosto 1992, durante tre giorni di sommosse a Rostock-Lichtenhagen, diverse migliaia di persone bloccarono un palazzo abitato da vietnamiti, che riuscirono a salvarsi fuggendo sul tetto.
Nel novembre 1992 a Mölln un gruppo di giovani estremisti di destra appiccò un incendio risultante nella morte di tre cittadini turchi.
Nel dicembre 1992 ci fu una grande manifestazione contro la xenofobia, estesa a tutto il territorio tedesco, registrando oltre 700.000 partecipanti.
Sul finire dell'anno vari gruppi neo-nazisti furono dichiarati illegali. Il 26 maggio 1993, tre giorni prima dell'attacco, il parlamento tedesco promulgò con la necessaria maggioranza dei votanti una modifica alla costituzione per limitare il numero dei richiedenti asilo politico. Fino a quel momento la costituzione garantiva diritto di asilo politico ad ogni rifugiato indipendentemente dalla nazionalità.
L'incendio di Solingen, con le sue cinque vittime, fu il più grave caso di violenze xenofobe registrato in Germania fino a quel momento. Una settimana dopo fu appiccato un altro incendio doloso: questa volta il bersaglio fu una casa abitata da 34 stranieri in Francoforte. Fortunatamente in questo caso venne dato tempestivamente l'allarme  e ciò ha permesso di non registrare decessi. Nel 1996 un ostello venne incendiato a Lubecca e 10 persone persero la vita: il caso non fu mai risolto. Complessivamente in Germania si contano finora 135 vittime di attacchi xenofobi.

## Gli eventi del 29 maggio
Secondo quanto riportato nel rapporto della polizia, l'incendio fu appiccato con della benzina il 29 maggio alle ore 1:38 del mattino nell'ingresso della casa. Mevlüde Genç (50 anni all'epoca dei fatti) e un anziano membro della famiglia riuscirono a uscire attraverso una finestra e ad avvertire i vicini. Genç quella notte perse nell'incendio due figlie e tre nipoti (di due era nonno, di una zio).
I pompieri arrivarono dopo cinque minuti, ma era già troppo tardi. Gürsün İnce, 27 anni, saltò fuori da una finestra e morì a causa dell'impatto. Sua figlia, che teneva tra le braccia, si salvò. Quattro ragazze morirono tra le fiamme: Hatice Genç (18 anni), Gülistan Öztürk (12 anni), Hülya Genç (9 anni) e Saime Genç (4 anni). Bekir Genç, 15 anni, si salvò - pur riportando gravi ferite - perché avvolto dalle fiamme saltò da una finestra. Riportarono gravi ferite anche un bambino di sei mesi ed uno di tre anni.

## Gli imputati
Gli imputati erano:
- Felix Köhnen, 16 anni, studente. Suo padre era un dottore ed un attivista nei movimenti pacifisti. Sua madre, architetto, era attiva nelle cause ambientaliste. Alcuni rapporti suggeriscono che Felix si sia orientato verso i circoli di estrema destra perché si sentiva incapace di soddisfare le aspettative dei suoi genitori in campo scolastico.
- Christian Reher, 16, studente cresciuto in orfanotrofio. Viveva vicino alla casa data alle fiamme e fu il primo ad essere arrestato. Aveva precedentemente distribuito volantini xenofobi.
- Christian Buchholz, 19 anni, lavoratore saltuario. Proveniente da una famiglia di ceto sociale medio, il suo diario conteneva scritti contro gli stranieri.
- Markus Gartmann, 23 anni, senza lavoro e percepente un assegno di disoccupazione. Socialmente solitario, sembra che avesse scarso successo con le ragazze. Era membro del partito nazionalista DVU.

Tutti gli imputati erano parte del movimento skinhead di Solingen e si allenavamo assieme in una scuola di arti marziali locale. In seguito si scoprì che la scuola era gestita da un informatore della Verfassungsschutz della Renania Settentrionale-Vestfalia, ovvero l'agenzia di intelligence interna tedesca.

## Il processo
Il processo, alla presenza di cinque giudici della Corte d'appello di Düsseldorf, iniziò nell'aprile 1994: Köhnen, Reher e Buchholz furono accusati in quanto minorenni (il che limitava per loro la pena massima a 10 anni di carcere), mentre Gartmann venne giudicato come un adulto. I pubblici ministeri considerarono la xenofobia e l'odio verso gli stranieri come movente. Gartmann, che aveva già ammesso la sua colpevolezza alla polizia, si dichiarò colpevole anche in tribunale e chiese scusa alle vittime.
Secondo la sua confessione, nella sera degli omicidi egli era insieme a Köhnen e Buchholz in una festa dove si era scontrato con alcuni stranieri e, dopo aver incontrato Reher, i quattro decisero in stato di ebbrezza di "spaventare" alcuni turchi. Tuttavia, quando il processo era arrivato alle battute conclusive, Gartmann ritirò la sua confessione, sostenendo che era stata rilasciata sotto costrizione e che era stato minacciato di dover condividere una cella con dei turchi. Intervistato in carcere quattro mesi dopo il verdetto, spiegò che aveva dato una falsa confessione perché la polizia lo avevano convinto che quello era l'unico modo per evitare l'ergastolo.
Anche Reher confessò, ma durante le udienze cambiò più volte versione dei fatti: alla fine, sostenne irrealisticamente di aver agito da solo. Köhnen e Buchholz negarono, in maniera altrettanto poco credibile, ogni coinvolgimento nella tragedia. La colpevolezza degli imputati era certa, tuttavia nessuna prova "diretta" che collegasse i quattro all'episodio incriminato era stata trovata, in parte perché la polizia aveva condotto le indagini in maniera superficiale; i testimoni, inoltre, non poterono chiarire gli eventi.
Nell'ottobre del 1995 i quattro imputati vennero riconosciuti colpevoli di omicidio, tentato omicidio e incendio doloso: i tre minorenni furono condannati a 10 anni di carcere mentre a Gartmann furono affibbiati 15 anni di galera. Nel 1997 la Corte federale di giustizia tedesca confermò tali sentenze in appello. I familiari delle vittime si costituirono parte civile, fecero una denuncia in cui chiedevano di ricevere dei danni civili e vinsero la causa, ricevendo circa 270.000 marchi e una pensione mensile per una vittima gravemente ustionata.

## Conseguenze

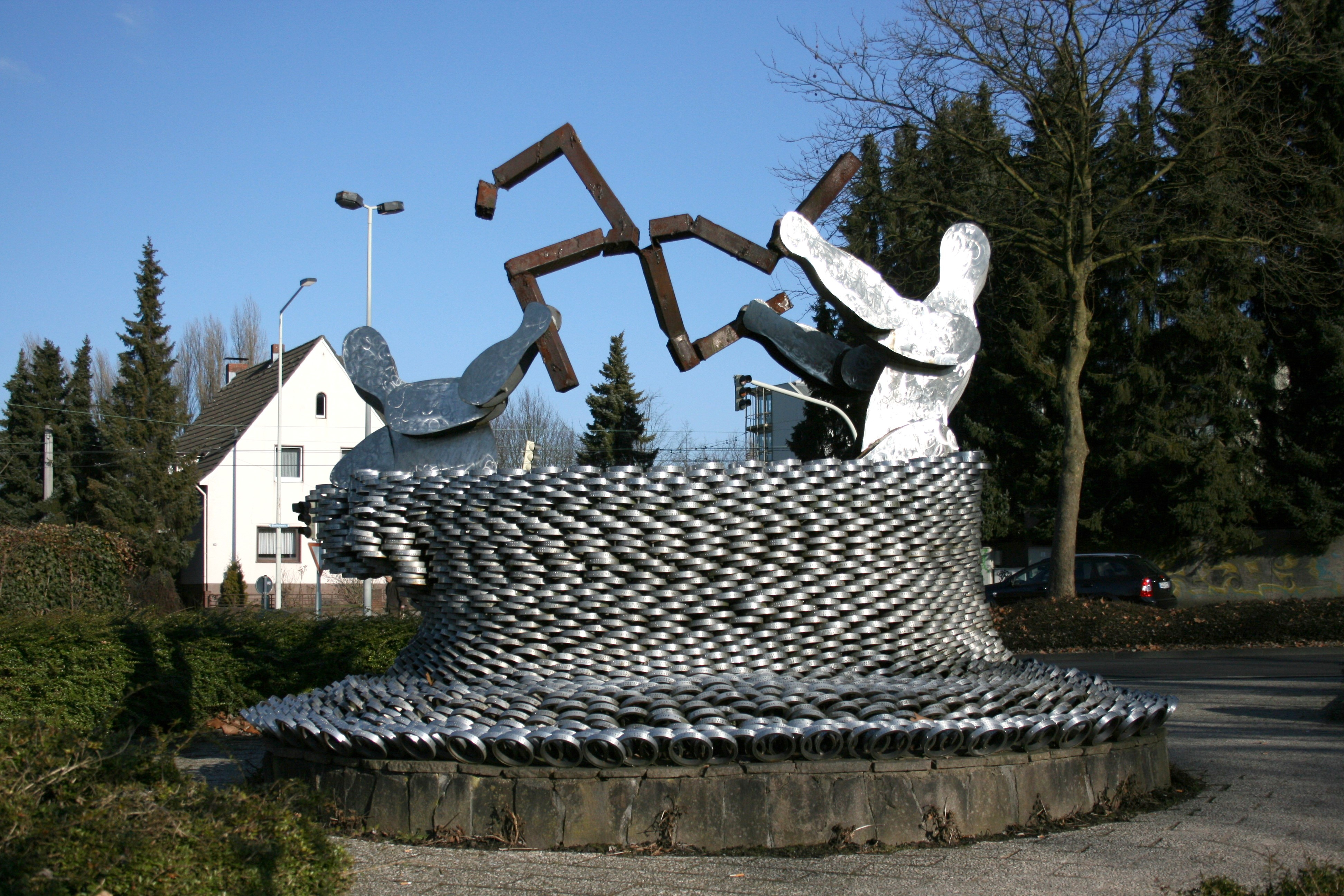
Monumento commemorativo di fronte alla Scuola "Mildred Scheel"

Numerosi funzionari tedeschi di alto rango presero parte alle cerimonie in ricordo delle vittime ed il presidente Richard von Weizsäcker tenne il primo discorso. Il Cancelliere Helmut Kohl venne criticato per la sua mancata visita a Solingen e per non essere andato né alle cerimonie commemorative, né a quelle relative alla sepoltura: egli infatti aveva definito Beileidstourismus ("turismo delle condoglianze") la partecipazione degli uomini politici agli eventi commemorativi.
Il caso ebbe profonda eco in tutto il mondo: nei Paesi Bassi ad esempio molti cittadini inviarono un milione e duecentomila cartoline di protesta a Kohl con la scritta "Ik ben woedend!" ("io sono furioso!"). Un monumento per commemorare l'evento è stato presentato un anno dopo l'attentato, di fronte alla Scuola "Mildred Scheel", una istituto che Hatice Genç aveva frequentato: esso mostra due grandi figure in metallo che lacerano una svastica, circondate da un gran numero di anelli, ciascuna delle quali patrocinata da un individuo.
Attualmente tutti e quattro i condannati si trovano a piede libero: in particolare Köhnen e Buchholz venne rilasciati in anticipo per buona condotta mentre Reher venne condannato nel settembre del 2005 a quattro mesi di prigione per aver fatto il saluto nazista in due occasioni. A tutto il 2008, le vittime superstiti vivono ancora a Solingen, in una casa costruita tramite donazioni e i soldi dell'assicurazione e protetta da videocamere e speciali finestre antincendio.